# The Killing Fields
A The Killing Fields  (magyarul: Gyilkos mezők) Mike Oldfield 1984-ben megjelent filmzene lemeze. A zene az azonos című amerikai filmhez készült (producer David Puttnam, rendező: Roland Joffe).
Ez Oldfield egyetlen olyan munkája, melyet kifejezetten egy film kedvéért készített. A legtöbb szám Oldfield szerzeménye, az "Etude" címűt Francisco Tarrega, a "The Year Zero" címűt pedig David Bedford írta.

## Számok
1. "Pran's Theme" – 0:44
2. "Requiem for a City" – 2:11
3. "Evacuation" – 5:14
4. "Pran's Theme 2" – 1:41
5. "Capture" – 2:24
6. "Execution" – 4:47
7. "Bad News" – 1:14
8. "Pran's Departure" – 2:08
9. "Worksite" – 1:16
10. "The Year Zero" (David Bedford) – 0:28
11. "Blood Sucking" – 1:19
12. "The Year Zero 2" – 0:37
13. "Pran's Escape / The Killing Fields" – 3:17
14. "The Trek" – 2:02
15. "The Boy's Burial / Pran Sees The Red Cross" – 2:24
16. "Good News" – 1:46
17. "Etude" (Francisco Tarrega) – 4:37

## Zenészek
- Mike Oldfield – gitárok, szintetizátor, Fairlight computer
- Preston Heyman – keleti ütőhangszerek ("Blood Sucking")
- Morris Pert: ütőhangszerek ("Etude")
- Bajor Állami Operaház és a Tölzer Boys Choir Eberhard Schoener vezénylésével

Kórus és nagyzenekar hangszerelése: David Bedford

## Produkció
Felvétel: Anglia, Németország, Svájc, 1984.

Producer és hangmérnök: Mike Oldfield.

A filmzene hangmérnöke: Geoff Young.

## Érdekességek
- A film három Oscar-díjat kapott: A legjobb mellékszereplő (Haing S. Ngor), legjobb operatőr (Chris Menges), és a legjobb vágó (Jim Clark) kategóriájában.
- A film producere David Puttnam 1981-ben, a Vangelis által megzenésített Chariots Of Fire című filmért Oscar díjat kapott. (Legjobb film kategóriája.)
- Az Etude című dal elhangzott néhány koncerten Mike Oldfield 1982-es Who's next? Turnéján.